# 톨바치크

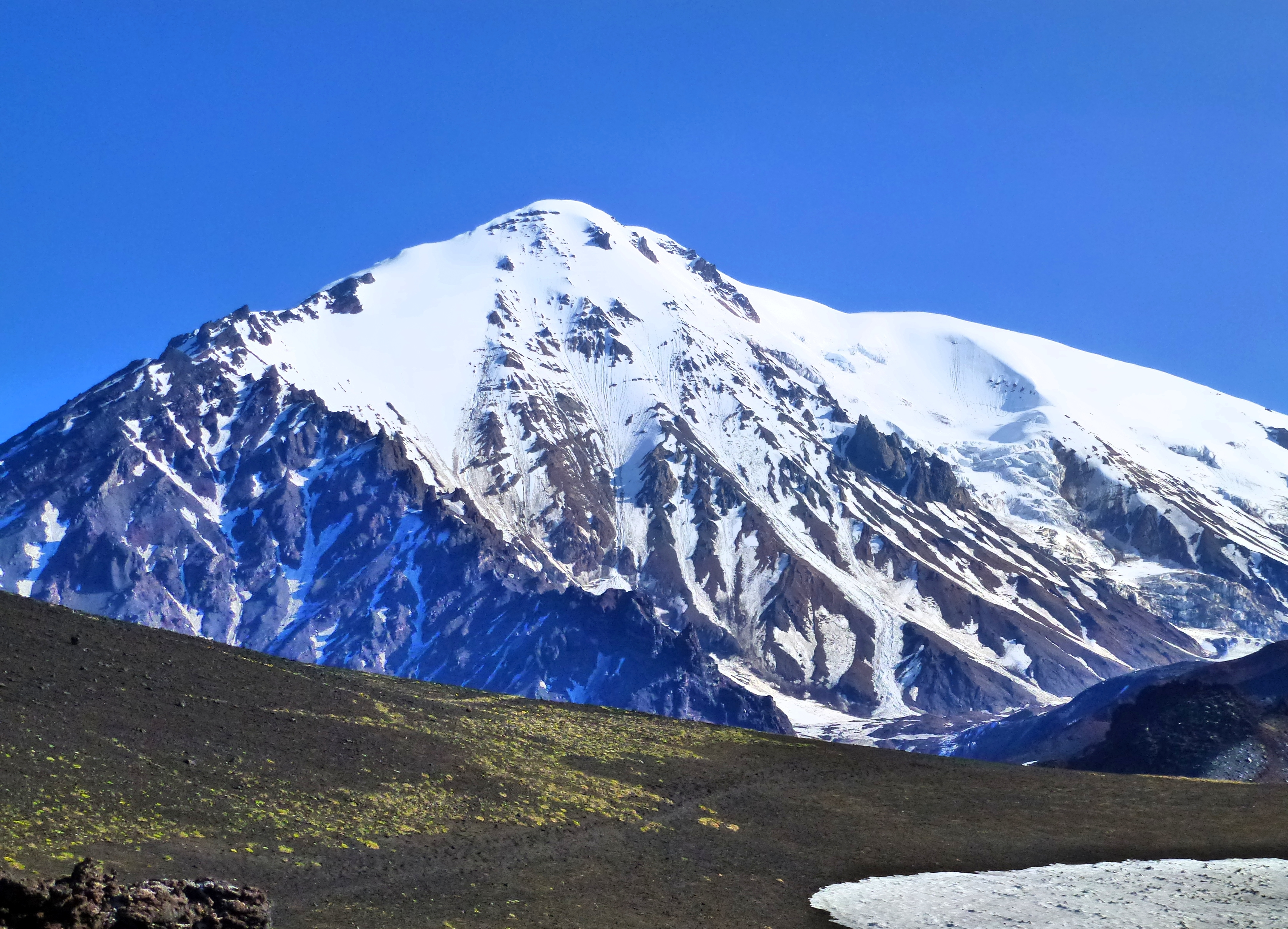

톨바치크(러시아어: Толбачик, Tolbachik)는 러시아 캄차카반도의 캄차카 화산군에 있는 복합 성층 화산으로, 잠재적인 활화산이다. 이 화산은 봉우리 옆에 커다란 분화구가 있으며, 베지미아니산에서도 잘 보인다. 카멘 산과 클류쳅스카야산이 잘 보이며, 분화구는 매우 깊다. 순상 화산(플로스키 톨바칙) 부분에서 2012년에 37년만에 다시 폭발하여 용암을 잔뜩 쏟아냈다. 분화는 2013년이 되어서야 멈췄다.

## 2012년의 분화
2012년 첫 용암 분출이 시작된 이래로 2013년까지 약 1년간 분출이 지속되었다. 그 동안 대량의 용암류가 발생하여 순상 화산의 대부분을 덮었다. 분화 규모는 대규모인 화산 폭발 지수 4에 도달하였다.